# جوش غاسر
جوش غاسر (بالإنجليزية: Josh Gasser)‏ مواليد 13 فبراير 1992 في بورت واشنطن، هو لاعب كرة سلة محترف أمريكي بدأ مسيرته الاحترافية في سنة 2015 يلعب في الدوري الألماني لكرة السلة ويحمل الرقم 21. يبلغ طوله 6 قدم 4 بوصة (1.9 م). لعب كرة السلة الجامعية مع الفريق الذي يمثل جامعة ويسكونسن-ماديسون.